# Непрерывное равномерное распределение
Непреры́вное равноме́рное распределе́ние в теории вероятностей — распределение случайной вещественной величины, принимающей значения, принадлежащие некоторому промежутку конечной длины, характеризующееся тем, что плотность вероятности на этом промежутке почти всюду постоянна.

## Определение
Говорят, что случайная величина имеет непрерывное равномерное распределение на отрезке {\displaystyle [a,b]}, где {\displaystyle a,b\in \mathbb {R} }, если её плотность {\displaystyle f_{X}(x)} имеет вид:
{\displaystyle f_{X}(x)=\left\{{\begin{matrix}{\dfrac {1}{b-a}},&x\in [a,b]\\0,&x\not \in [a,b]\end{matrix}}\right..}
Пишут: {\displaystyle X\sim U[a,b]}. Иногда значения плотности в граничных точках {\displaystyle x=a} и {\displaystyle x=b} меняют на другие, например {\displaystyle 0} или {\displaystyle {\frac {1}{2(b-a)}}}. Так как интеграл Лебега от плотности не зависит от поведения последней на множествах меры нуль, эти вариации не влияют на вычисления связанных с этим распределением вероятностей.

## Функция распределения
Интегрируя определённую выше плотность, получаем:
{\displaystyle F_{X}(x)\equiv \mathbb {P} (X<x)=\left\{{\begin{matrix}0,&x<a\\{\dfrac {x-a}{b-a}},&a\leqslant x<b\\1,&x\geqslant b\end{matrix}}\right..}
Так как плотность равномерного распределения разрывна в граничных точках отрезка {\displaystyle [a,b]}, то функция распределения в этих точках не является дифференцируемой. В остальных точках справедливо стандартное равенство:
{\displaystyle {\frac {d}{dx}}F_{X}(x)=f_{X}(x),\;\forall x\in \mathbb {R} \setminus \{a,b\}}.

## Производящая функция моментов
Простым интегрированием получаем производящую функцию моментов:
{\displaystyle M_{X}(t)={\frac {e^{tb}-e^{ta}}{t(b-a)}}},
откуда находим все интересующие моменты непрерывного равномерного распределения:
{\displaystyle \mathbb {E} \left[X\right]={\frac {a+b}{2}}},
{\displaystyle \mathbb {E} \left[X^{2}\right]={\frac {a^{2}+ab+b^{2}}{3}}},
{\displaystyle \operatorname {D} \left[X\right]={\frac {(b-a)^{2}}{12}}}.
Вообще,
{\displaystyle \mathbb {E} \left[X^{n}\right]={\frac {1}{n+1}}\sum \limits _{k=0}^{n}{a^{k}b^{n-k}}={\frac {b^{n+1}-a^{n+1}}{(b-a)(n+1)}}}.

## Стандартное равномерное распределение
Если {\displaystyle a=0} и {\displaystyle b=1}, то есть {\displaystyle X\sim U[0,1]}, то такое непрерывное равномерное распределение называют стандартным.
Имеет место элементарное утверждение:
Если случайная величина {\displaystyle X\sim U[0,1]} и {\displaystyle Y=a+(b-a)X}, то {\displaystyle Y\sim U[\min(a,b),\max(a,b)]}.
Таким образом, имея генератор случайной выборки из стандартного непрерывного равномерного распределения, легко построить генератор выборки любого непрерывного равномерного распределения.
Более того, имея такой генератор и зная функцию обратную к функции распределения случайной величины, можно построить генератор выборки любого непрерывного распределения (не обязательно равномерного) с помощью метода обратного преобразования. Поэтому стандартно равномерно распределённые случайные величины иногда называют базовыми случайными величинами.
Существуют также частные преобразования, позволяющие на основе равномерного распределения получить случайные распределения другого вида. Так, например, для получения нормального распределения служит преобразование Бокса — Мюллера.

## Критерии проверки принадлежности равномерному закону
1. Лемешко Б. Ю., Блинов П. Ю. Критерии проверки отклонения распределения от равномерного закона. Руководство по применению: монография. – М.: ИНФРА-М, 2015. – 183 с. – (Научная мысль). DOI: 10.12737/11304 https://znanium.ru/read?id=392689